# سیارک ۱۱۷۱۰
سیارک ۱۱۷۱۰ (به انگلیسی: 11710 Nataliehale، نامگذاری:1998HS34) یازده هزار و هفتصد و دهمین سیارک کشف شده‌است که در ۲۰ آوریل ۱۹۹۸ کشف شد.
قدر مطلق سیارک برابر ۱۵٫۵ است.